# 히포게움
히포게움(hypogeum 또는 hypogaeum, 복수형: hypogea)은 지하실 혹은 볼트 천정을 건 지하실을 의미하는데, 고대건축에서는 지하에 파놓은 넓은 방(광실, 廣室)을 말한다. 그 묘의 주인은 이집트 중왕국(中王國) 시대 베니 하산의 암굴묘처럼 한 사람인 경우도 있고, 팔미라의 『삼형제의 묘』(기원 140년경)처럼 많은 가족일 때도 있다. 로마나 지중해역에서 많이 보이는, 주로 기독교의 대규모 지하 집합묘는 카타콤베라 불린다.